# Kolegiata Wniebowzięcia Najświętszej Marii Panny w Uniejowie
Kolegiata Wniebowzięcia Najświętszej Marii Panny – rzymskokatolicki kościół parafialny należący do dekanatu uniejowskiego diecezji włocławskiej.
Jest to gotycka budowla z XIV wieku z fundacji arcybiskupa gnieźnieńskiego – Bogorii Skotnickiego, przebudowana w XVI wieku. W wyniku działań wojennych 1939 roku uległa poważnym uszkodzeniom: został spalony dach i zawalony szczyt zachodni wraz ze sklepieniem. Zaraz po wojnie (1945–1946) odbudowano ją, a w 1958 roku wymalowano. Największą wartość historyczną w kościele stanowią: gotyckie prezbiterium z XIV wieku, ołtarze boczne z XVII wieku. W kaplicy bł. Bogumiła sarkofag wykonany w brązie 1667 w Gdańsku.
W 2018 r. odnowiona została kaplica bł. Bogumiła. Został zrewitalizowany m.in. sarkofag oraz elewacja.

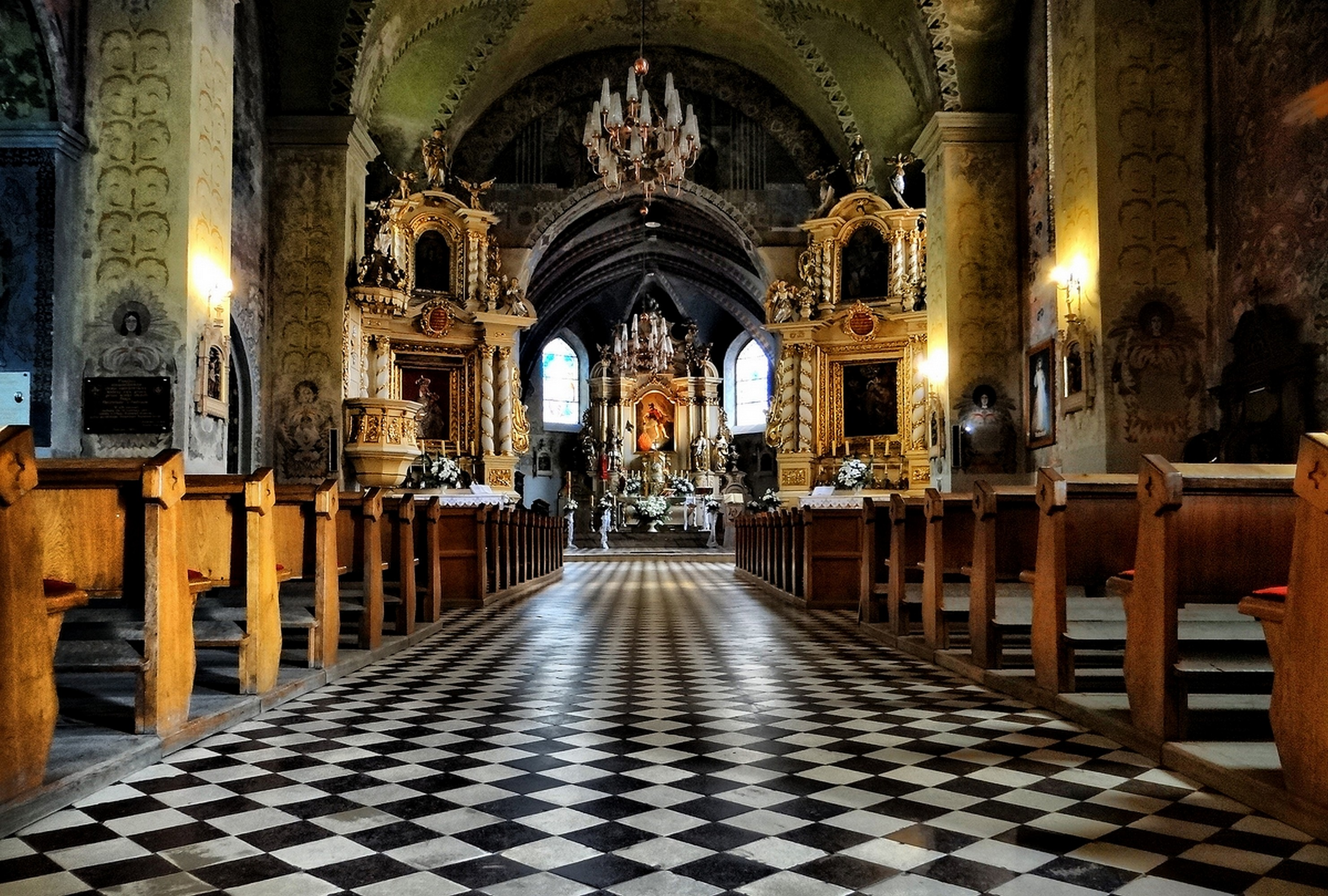
Wnętrze kościoła